# Giulio Iasolino
Giulio Iasolino (Monteleone, 1538 – Napoli, 1622) è stato un anatomista e idrologo italiano.
Fu autore del primo trattato di idrologia medica, nel quale dimostra come in epoca antica i bagni termali di Ischia fossero celebratissimi: descrive i bagni, i sudatori e le arene calde e cataloga le acque termali dell'Isola d'Ischia.

## Vita
Diverse sono le città da lui e da altri citate che avrebbero potuto dare i natali a Giulio Iasolino. Tuttavia possiamo trovare più volte indicata Monteleone Calabro, l'antica colonia greca Hipponium e l'odierna Vibo Valentia, come luogo di nascita, che dista solo quattro chilometri dal mare del Golfo di Sant' Eufemia. Iasolino nacque da Mario Iasolino e Lucrezia Calfuna, discendenti da un'antica famiglia di Monteleone. Si raccontava che prima che lui nascesse ci fu una carestia così terribile nel suo paese natale che una donna divorò suo figlio e che i suoi antenati aprirono i loro granai per aiutare la popolazione a superare questa carestia. Questo nobile gesto, secondo un antico manoscritto, è ricordato su un'iscrizione su una delle porte della città. La lapide esiste ancora oggi, ma è così levigata dal tempo che risulta difficile decifrarla. Sui frammenti ritrovati di questa lapide si poté interpretare:
"...]o Iyezzo/lino [in tempo/ d]i una fame/crudel[issima che la/ madre] fe de li s[oi] neona[ti]..."
Non si sa di preciso quando la famiglia si estinse, ma ad oggi ne è sparita ogni traccia a Monteleone. 
Non sappiamo con certezza quanti furono i suoi fratelli; sappiamo ne ebbe almeno due, uno dei quali, Vespasiano, era tenuto in gran conto sia a Monteleone che a Napoli.
Egli si dedicò agli studi in età giovanile. Dapprima si cimentò negli studi letterari per poi prediligere, presumibilmente attorno ai 18 anni, la passione per le scienze naturali e la medicina. Quest'ultima in particolare lo spinse ad intraprendere i primi studi di medicina prima in Sicilia, presso l'Università di Messina, e successivamente a Napoli, dove fu allievo di Gianfilippo Ingrassia, professore di anatomia e medicina pratica, che insegnò a Napoli fino al 1556, quando decise di tornare in Sicilia, nel suo paese natale. Nonostante le ripetute sollecitazioni rivolte all'Ingrassia a riprendere la cattedra di Anatomia presso l'Università di Napoli, egli non vi fece ritorno e indicò il suo allievo Iasolino come suo possibile successore. Iasolino occupò la cattedra di Anatomia presumibilmente nel 1563.
Professore universitario e medico presso l'ospedale degli Incurabili, dove compì numerose sezioni, in pochi anni Iasolino si accreditò come uno dei più rispettabili ed eminenti membri del mondo medico napoletano, al punto da essere chiamato in veste di perito a stabilire la sanità mentale di Tommaso Campanella, rinchiuso in carcere per la congiura contro gli spagnoli in Calabria. 
Nello stesso periodo intrattenne corrispondenza con moltissimi letterati e scienziati, tra i quali Giovanni Faber, botanico nativo di Bamberga, insegnante alla Sapienza di Roma e membro fondatore dell'Accademia dei Lincei. Fu medico di fiducia di numerosi nobili napoletani, tra cui Donna Geronima Colonna, duchessa di Monteleone, che fece restaurare a proprie spese il Bagno del Gurgitiello a Ischia, avendo ottenuto con quelle acque la guarigione, alla quale né le acque del Cantariello né i più rinomati bagni di Pozzuoli avevano giovato.
Tra i suoi pazienti vi era anche Fra Andrea Avellino, religioso appartenente al convento dei Chierici Regolari di San Paolo Maggiore, dove lo Iasolino soleva recarsi a far visita. Il 13 novembre del 1608, tre giorni dopo la morte di Fra Andrea Avellino, egli si recò al convento, ignaro dell'accaduto, con il suo allievo prediletto Marco Aurelio Severino. I monaci lo condussero a visitare la salma ed egli, con immensa sorpresa, la trovò rosea come se fosse in vita e non scorse nessun segno tipico della morte avvenuta: gli occhi erano ancora umidi e le giunture del braccio ancora pieghevoli. Con un paio di forbici fece tre incisioni sull'orecchio e con sommo stupore non vide scorrere da queste ferite siero, bensì sangue rosso e fluido. I monaci raccolsero il sangue in alcune ampolle e, anche dopo un anno dal decesso, si poté constatare che il corpo non era ancora in decomposizione e che scuotendo le ampolline il sangue era rimasto fluido. Tutto ciò egli lo affermò sotto giuramento il 15 aprile del 1614 in occasione del processo di canonizzazione di Fra Andrea Avellino, dove affermò di non aver mai visto niente di simile nel corso della sua carriera professionale e durante le copiose dissezioni di cadaveri da lui effettuate.
Dobbiamo supporre che gli ultimi anni della vita di Iasolino diventarono sempre più solitari. Con molta probabilità sia lui che il fratello Vespasiano rimasero scapoli, tanto che dopo la morte di quest'ultimo, lo Iasolino rimase solo, senza parenti vicini. Il fatto che fu Vespasiano a provvedere nel suo testamento ad una tomba comune, ci dà la conferma che Giulio Iasolino non abbia avuto né moglie, né figli che avrebbero potuto occuparsi di una degna sepoltura.
Morì nel 1622.

## L'uomo Iasolino
Come si è sopra accennato, egli si spense pacificamente di vecchiaia all'età di 84 anni, nel 1622 e fu sepolto nella Basilica di Santa Chiara in una bella cappella gentilizia, entrando per il portale principale a sinistra, vicino al pilastro che portava l'affresco trecentesco di tipo senese della Madonna delle Grazie.
Ci vollero dodici anni finché si pose una lapide e finché vi si collocassero anche i resti mortali del fratello Vespasiano, come da lui desiderato secondo le sue ultime volontà.
Il testo dell'epigrafe comune dei due fratelli è dovuto al gesuita Giovan Battista Orso, definito miracolo de'latini oratori, un maestro nell'arte di inventare dei testi per lapidi commemorative.
Ecco il testo della duplice iscrizione:
Geminis vitæ hominum indigentiis
Gemini, pro se quisque, consuluere Fratres
Aevo salubriter producendo Iulius
Otio, fortunisque fruendis,
I.V. Consultus, consultorque magni nominis
Columen pietatis
Vespasianus Iasolinus:
Hausta e civilis sapientiæ oraculis,
Vultuque dictisque factisque
Expressa, defensa, probata aequitate
Ad an.usque aet. LXX S. H. CIכIכCXX.
Iulius Iasolinus Hipponiata
Seculi Epidaurus sui:
Molli manu ferrum retundere instantis Fati,
Et arte Pæonia,
Fines producere mortalis ævi potens,
Suique potens, Viduatis ope, ope fovens gratuita:
Nec sibi nec nomini metuens suo,
Vespasiani Fratris testamento,
Hic commendatur lapide Posteris
An. sal. hum. CIכIכC XXXV
Ecco qui riportata la traduzione:
A due bisognosi gemelli della vita umana soccorsero,
Ciascuno a suo modo, due fratelli gemelli;
Giulio allungando in salute la vita:
giureconsulto e consigliere di gran nome,
e culmine di pietà, Vespasiano Iasolino,
con giustizia attinta dagli oracoli della sapienza civile,
espressa difesa provata dal volto, dai discorsi, dalle azioni,
Fino all'età di 70 anni Nell'Anno della Salute 1620.
Giulio Iasolino di Hipponium,
Epidauro del secolo suo, 
capace di ottundere con mano soave il ferro del Fato imminente
e di allontanare con arte peonia i confini dell'età umana;
signore di sé, di vita innocente, superiore all'oro, benigno di gratuito aiuto a chi di ogni aiuto era privo,
senza timore né per se, né per il suo nome,
per testamento del fratello Vespasiano, 
è raccomandato ai posteri da questa pietra.
Nell'Anno di Salute 1635.
Quest'epigrafe, ed il modo come parlano di lui i contemporanei, ci permette di dedurre che lo Iasolino era un uomo veramente buono, interamente dedito al suo compito di sanare e di aiutare, caritatevole fino all'eccesso. Non conosceva avidità ed ambizione, il suo concetto dell'etica professionale era altissimo. In ciò il suo grande maestro Ingrassia gli rimase per tutta la vita modello luminoso. Sono per lui un orrore i suoi numerosi colleghi che hanno con l'ignoranza congiunta la superbia, e pensano in primo luogo al lucro e alla gloria. Per lo Iasolino la salute dell'ammalato sta sopra tutto. Egli infatti consiglia al medico curante di seguire l'opinione dei colleghi che è risultata, dopo un consulto, essere meglio fondata. I veri medici sono per lui quelli che servono per carità cristiana e,che il fine loro sia l'honor di Dio, e l'utile del Prossimo, e non il vano lucro. Perciò non ha mai pensato di tacere i risultati delle sue osservazioni: il suo sapere sulle straordinarie proprietà curative dei bagni d'Ischia appartiene all'utilità pubblica.
Egli afferma:
Io per fare cosa grata agli huomini da bene, e, che meritano, alli quali si devono ancora cose maggiori, e migliori di queste mie prove, et esperienze, voglio qui manifestarle, perché vadano in pubblico, et in luce sicurissimamente.
E il Baccio conferma questa sua ampiezza di vedute quando scrive nella sua dedica che l'autore avrebbe scritto il suo libro non per ambizione, mà a un fine laudabile e Christiano per amplificare la notizia delle cose et a comune utilità.
L'aiutare e curare rappresentavano i sommi comandamenti della sua professione: egli pensava ben poco ai beni di questo mondo.
È evidente che un uomo simile non tramandava ai suoi alunni esclusivamente gli argomenti "aridi" della materia medica, ma cercava contemporaneamente di infondere in questi giovani il suo alto concetto del vero medico: emblematica è l'abitudine dei suoi alunni di prendere la comunione insieme al maestro durante i giorni festivi.
La moralità di Giulio Iasolino ebbe le sue radici in una profonda religiosità, ed è molto significativo che il suo De rimedi inizi con un passo di Platone, il quale dice che ci sono due tipi di uomini: quelli che vivono in Dio e quelli che vivono lontani da Dio, gli uni beatissimi, gli altri ricchi di miseria.

## Opere

### I trattati di anatomia
Iasolino diede alle stampe tre trattati di anatomia umana, editi a Napoli presso l'editore Orazio Silvano:
- Questiones anatomicae et Osteologia parva, suddivisa in due parti. Nella prima, l'autore fornisce una definizione di pinguedo ed adeps mentre nella seconda, il De cordis adipe, tratta del grasso intorno al cuore. Egli discute su come sia possibile che in prossimità del cuore, sorgente di calore del corpo umano e dove si dovrebbe avere una temperatura particolarmente elevata, il grasso non si fonda, e perché esso sia localizzato proprio in questo sito. Il primo punto egli presume trovi spiegazione nel fatto che, grazie ad uno straordinario adattamento, questo grasso sia di una specie molto difficile a fondersi. Il motivo della sua singolare localizzazione sarebbe invece da ricercare nel bisogno di energia al quale dovrebbe servire. L'ultima parte del volumetto è costituita dalla Osteologia parva, in cui riassume mediante sei tavole i concetti di Gianfilippo Ingrassia, di Vesalio e di altri anatomisti. Seguono una spiegazione dei termini greci e una breve trattazione sul numero complessivo delle ossa umane.
- De acqua in pericardio, dove, sulla scia di Ippocrate, Platone e Galeno, avanza l'ipotesi che la presenza di acqua nel pericardio si formi per l'accumulo di piccole quantità di liquido, scivolate nei polmoni attraverso la trachea nell'atto di bere, ma non può spiegare per quali vie il liquido giungerebbe nel muscolo.
- De poris coledochis et vescica fellea, il più importante dei suoi lavori anatomici, in cui confuta le teorie di Gabriele Falloppio e di Vesalio circa la posizione della cistifellea: secondo Iasolino infatti il vertice della cistifellea sarebbe volto sempre verso l'alto e il canale di secrezione condurrebbe verso il duodeno non in direzione orizzontale, ma obliqua. Il liquido biliare sarebbe condotto verso la vescica da sottilissimi vasi, e la sua secrezione dipenderebbe non dalla pressione del fegato - come sosteneva Gabriele Falloppio - bensì dalle contrazioni di una muscolatura propria. Il liquido giallastro trasparente, originario dal fegato, invece scorrerebbe verso il duodeno attraverso un canale speciale, che al suo termine accoglierebbe il dotto biliare.

Queste opere di anatomia non resistettero però al tempo ed alle critiche, iniziate, seppur in modo equilibrato e rispettoso, da Marco Aurelio Severino, suo allievo e successore alla cattedra di Patologia di Napoli.

### IlDe' rimedi
Sorte diversa toccò invece alla sua opera più significativa, considerata ad oggi il più antico e completo trattato di idrologia medica: il De' rimedi naturali che sono nell'isola Pithaecusa, hoggi detta Ischia, dedicata a Geronima Colonna. Fu infatti proprio quest'ultima a sollecitare la traduzione della sua opera dalla lingua Latina, in cui era stato steso il suo manoscritto, a quella italiana più comprensibile a tutti.
L'opera consta di due volumi:
- nel primo si ragiona dell'antichità d'Ischia e si dimostra come in epoca antica i bagni di quest'isola fossero d'uso comune e celebratissimi, mediante le testimonianze di numerosi antichi scrittori greci e latini (il che viene confermato con l'autorità di Elisio, Gabriele Falloppio, Solenandro, Lombardo e Baccio). Vi sono inoltre descritti i luoghi dell'isola e le regole universali per avvicinarsi ai bagni;
- nel secondo vengono descritti nel complesso 35 bagni, 19 sudatori e 5 arene calde: alcuni già frequentati e menzionati in tempi precedenti, altri portati alla luce o sottratti a rovina attraverso la propria attività di ricerca e di salvaguardia. Di ciascun'acqua sono considerate le proprietà chimiche e fisiche e sono indicati gli scopi per i quali possono essere utilizzate a vantaggio degli infermi.

Nell'opera non è trascurato neppure l'aspetto decorativo e ornamentale del corpo, specialmente per rendere bella la pelle e levarne tutte le macchie. Essa fu pubblicata per la prima volta a Napoli nel 1588 da Giuseppe Cacchi, dopo ben quattordici anni di lavoro assiduo; in realtà Iasolino aveva completato un manoscritto in latino sull'isola e le sue sorgenti già nel 1582, ma le sue nobili pazienti lo indussero a pubblicarlo in lingua italiana, per cui passarono altri sei anni prima che l'opera vedesse la luce, dopo essere stata purgata dalle questioni estremamente tecniche ed integrata con nuovi capitoli riguardanti la descrizione topografica dell'isola e con questioni di carattere generale.
Nel 1586 l'incisore romano Mario Cartaro mise a punto la Carta dell'Isola D'Ischia, una delle prime cartine geografiche dell'isola, sulle precise indicazioni fornitegli da Iasolino.

## Fortuna delDe' rimedi
(Paolo Buchner)
Primo libro che tratti solo dell'isola d'Ischia, il De' rimedi ebbe grande fortuna anche dopo la morte dell'autore: 
- nel 1726 viene pubblicato un poema didascalico di circa ottomila versi dal titolo Inarime, seu de balneis Pithecusarum libri VI in cui Iasolino, che vi appare col nome di Podalirius, fa da maestro e guida ad un giovinetto desideroso di apprendere i segreti delle acque termali. L'autore, Camillo Eucherio Quinzi S.I. indica in numerose note i rispettivi passi dello Iasolino e nella prefazione confessa che senza di lui non avrebbe mai potuto dare forma poetica ad una materia così arida.
- nel 1757 Gian Andrea D'Aloisio, indica il medico calabrese come il saggio autore e anche come il peritissimo Giasolini ne L'infermo istruito nel vero salutevole uso de' rimedi minerali dell'Isola d'Ischia
- Maria Verlicchi di Roma, in stretti rapporti con D'Aloisio, in una delle cinque Lettere critiche erudite, critica, quasi fino a ridicolizzare, alcune conclusioni dello Iasolino.
- nel 1783 Nicola Andria, autore del Trattato delle acque minerali, ne giustifica gli errori, attribuendoli all'arretratezza dei tempi in cui questi operò. Le stesse giustificazioni sono presenti anche nel Viaggio medico ad Ischia, a Pozzuoli... (Napoli 1822) di Giovanni Nicola del Giudice, professore di Chimica all'Università di Napoli.
- sulla fine dell'Ottocento è Giulio Iervis ad indicare lo Iasolino con le espressioni il grande idrologo d'Ischia ed il celebre medico
- nel 1958 l'emerito professore e scienziato di fama internazionale Paolo Buchner è autore dell'accurata ed unica biografia esistente edita da Rizzoli nel 1958.

## Classificazione delle acque di Ischia
In base alle ricerche e agli studi condotti da Iasolino, è oggi possibile classificare le acque termali presenti ad Ischia secondo questo schema:
| Comune                      | Tipologia                                                                       |
| --------------------------- | ------------------------------------------------------------------------------- |
| Barano                      | Acque salso-solfato-alcaline ipertermali                                        |
| Casamicciola                | Acque radioattive, ipertermali, salso-bicarbonato-solfato-alcaline, ipertermali |
| Forio                       | Acque Salso-solfato-alcalino-radioattive ipertermali                            |
| Ischia                      | Acque Salsobromoiodiche-radioattive, ipertermali                                |
| Lacco Ameno                 | Acque Salso-solfato-alcalino-terroso-radioattive, ipertermali                   |
| Serrara Fontana (S. Angelo) | Acque Salsobromoiodiche, radioattive, ipertermali a 70 e 100 gradi              |

## Galleria d'immagini

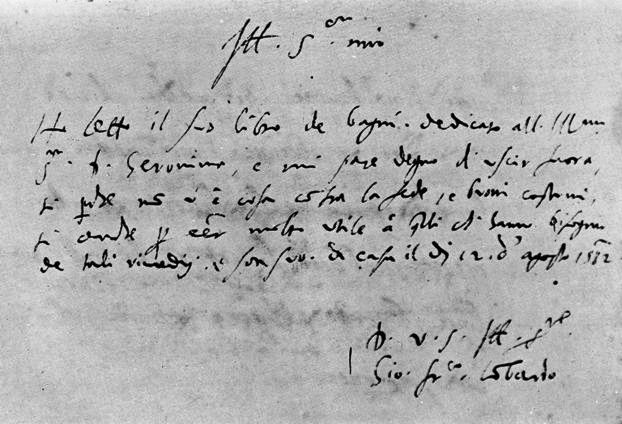
L'imprimatur provvisorio di Giov. Francesco Lombardo del 12 agosto 1582
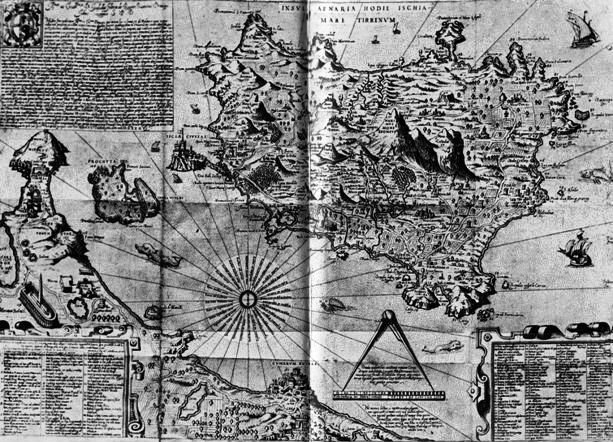
Carta dell'isola d'Ischia
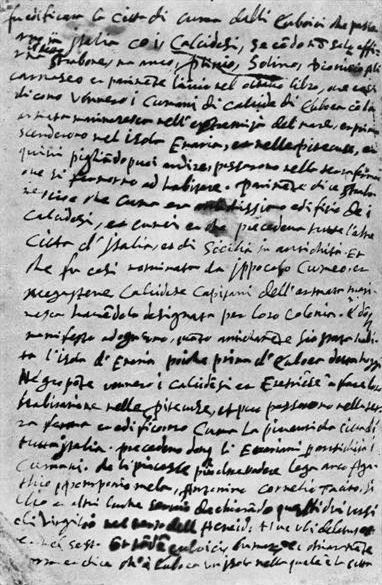
Annotazioni con autografo di Giulio Iasolino
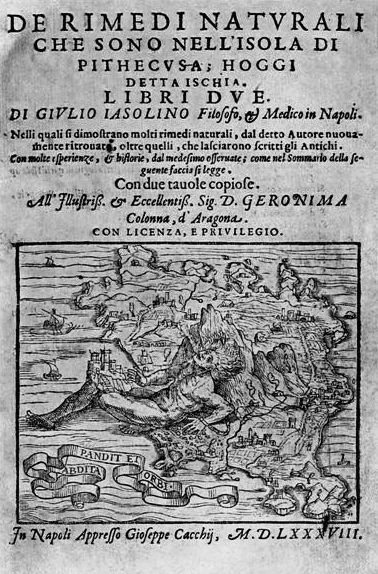
Frontespizio della prima edizione del De' rimedi naturali
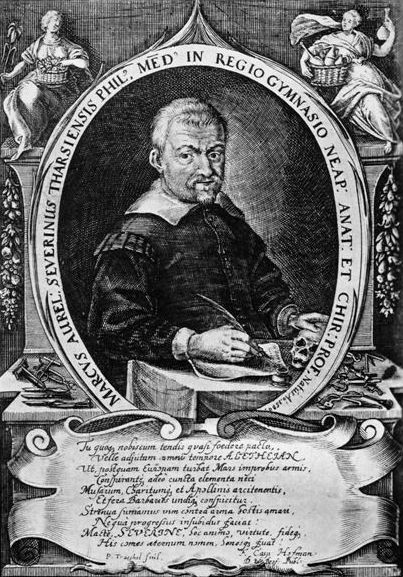
Marco Aurelio Severino, allievo e successore di Iasolino
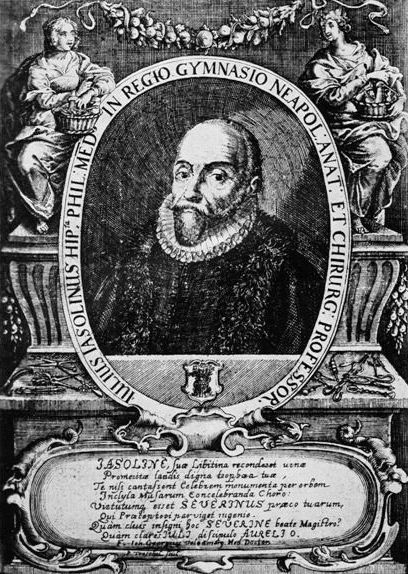
Giulio Iasolino
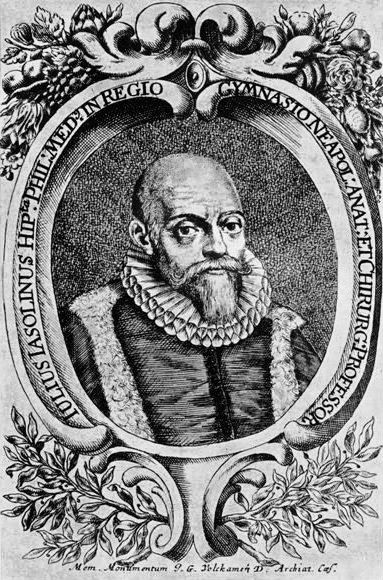
Giulio Iasolino
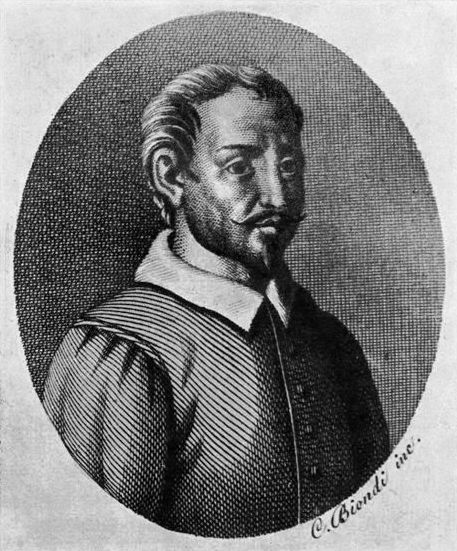
Giulio Iasolino in età giovanile
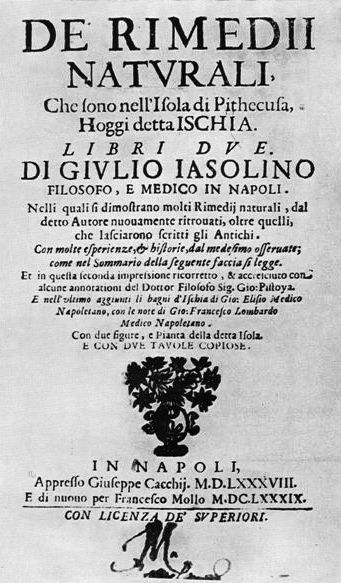
Frontespizio della seconda edizione del De' Rimedi Naturali
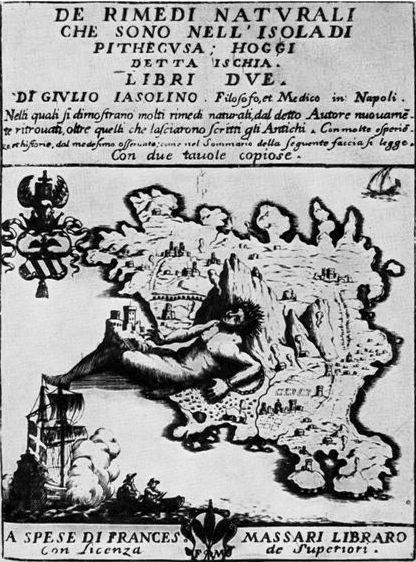
Primo frontespizio della seconda edizione del De' rimedi naturali
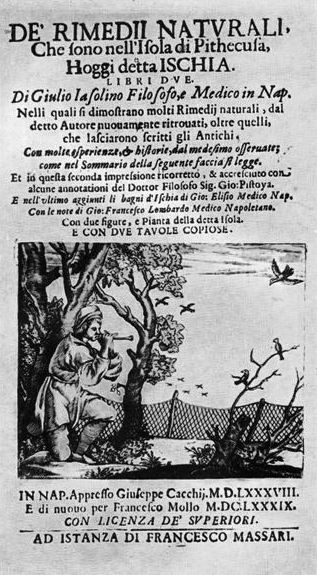
Secondo frontespizio della seconda edizione del De' rimedi naturali, con l'uccellatore
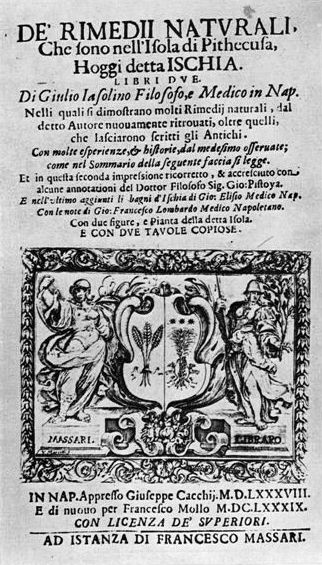
Secondo frontespizio della seconda edizione del De' rimedi naturali
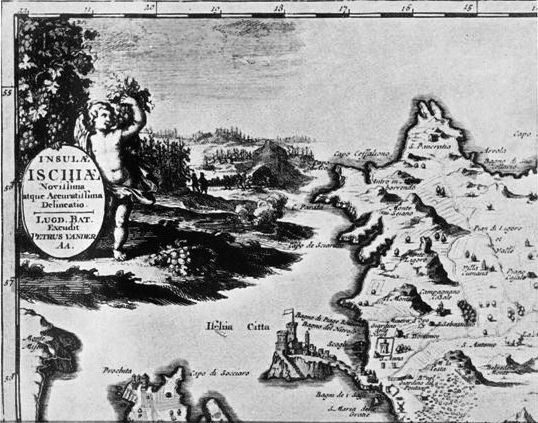
Particolare della pianta dell'isola di Ischia
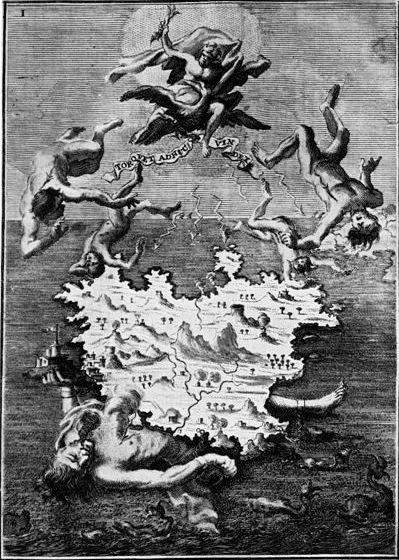
La disfatta dei Giganti con Tifeo sotto l'isola d'Ischia
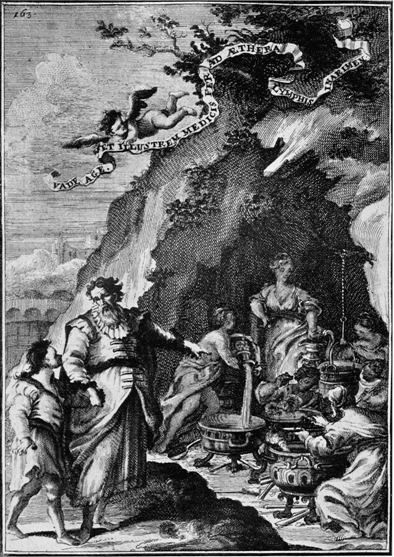
Podalirius-Iasolino conduce il giovane de Quinzi dalle ninfe che preparano le acque termali –

### Libri di Iasolino
- Giulio Iasolino, De rimedi naturali che sono nell'isola di Pithecusa, hoggi detta Ischia, introduzione del prof. Ugo Vuoso, Imagaenaria, 2000.

### Libri su Iasolino
- Paolo Buchner, Giulio Iasolino. Medico calabrese del Cinquecento che dette nuova vita ai bagni dell'isola d'Ischia, Imagaenaria, Ischia.
- Dora Niola Buchner, Ischia nelle carte geografiche del '500 e '600, Imagaenaria, Ischia.